# C Hrvatska košarkaška liga 2013./14.
C liga predstavlja ovisno o regiji, treći i četvrti rang hrvatskog prvenstva u košarci u sezoni 2013./14.

## Sjever
Treći rang natjecanja 

Također i pod nazivom C liga KS Međimurske županije

### Prvi dio
| mj | klub                       | ut | pob | por | koš+ | koš- | bod     |
| -- | -------------------------- | -- | --- | --- | ---- | ---- | ------- |
| 1. | Međimurje Globetka Čakovec | 16 | 16  | 0   | 1335 | 987  | 32      |
| 2. | Dubravčan Donja Dubrava    | 16 | 10  | 6   | 1087 | 1020 | 26      |
| 3. | Nedelišće                  | 16 | 9   | 7   | 1057 | 995  | 25      |
| 4. | Mladost Ivanovec           | 16 | 10  | 6   | 1093 | 1040 | 25 (-1) |
| 5. | Lepoglava                  | 16 | 8   | 8   | 1122 | 1103 | 24      |
| 6. | Prelog                     | 16 | 8   | 8   | 1035 | 1046 | 24      |
| 7. | Grafičar II Ludbreg        | 16 | 7   | 9   | 1166 | 1208 | 23      |
| 8. | Donji Kraljevec            | 16 | 4   | 12  | 1038 | 1203 | 20      |
| 9. | Kotoriba                   | 16 | 0   | 16  | 953  | 1284 | 16      |

      -za 1. – 4. mjesto 

     - za 5. – 8. mjesto 

### Drugi dio sezone
| mj | klub                       | ukupan rezultat (s prenesenim utakmicama iz prvog dijela) | ukupan rezultat (s prenesenim utakmicama iz prvog dijela) | ukupan rezultat (s prenesenim utakmicama iz prvog dijela) | ukupan rezultat (s prenesenim utakmicama iz prvog dijela) | ukupan rezultat (s prenesenim utakmicama iz prvog dijela) | ukupan rezultat (s prenesenim utakmicama iz prvog dijela) |                   | rezultat ostvaren u drugom dijelu lige | rezultat ostvaren u drugom dijelu lige | rezultat ostvaren u drugom dijelu lige | rezultat ostvaren u drugom dijelu lige | rezultat ostvaren u drugom dijelu lige |
| mj | klub                       | ut                                                        | pob                                                       | por                                                       | koš+                                                      | koš-                                                      | bod                                                       | ut                | pob                                    | por                                    | koš+                                   | koš-                                   |                                        |
| Za 1. – 4. mjesto | Za 1. – 4. mjesto          | Za 1. – 4. mjesto                                         | Za 1. – 4. mjesto                                         | Za 1. – 4. mjesto                                         | Za 1. – 4. mjesto                                         | Za 1. – 4. mjesto                                         | Za 1. – 4. mjesto                                         | Za 1. – 4. mjesto | Za 1. – 4. mjesto                      | Za 1. – 4. mjesto                      | Za 1. – 4. mjesto                      | Za 1. – 4. mjesto                      | Za 1. – 4. mjesto                      |
| --- | -------------------------- | --------------------------------------------------------- | --------------------------------------------------------- | --------------------------------------------------------- | --------------------------------------------------------- | --------------------------------------------------------- | --------------------------------------------------------- | ----------------- | -------------------------------------- | -------------------------------------- | -------------------------------------- | -------------------------------------- | -------------------------------------- |
| 1. | Međimurje Globetka Čakovec | 12                                                        | 12                                                        | 0                                                         | 942                                                       | 720                                                       | 24                                                        |                   | 6                                      | 6                                      | 0                                      | 477                                    | 350                                    |
| 2. | Nedelišće                  | 12                                                        | 6                                                         | 6                                                         | 764                                                       | 779                                                       | 18                                                        |                   | 6                                      | 3                                      | 3                                      | 401                                    | 386                                    |
| 3. | Dubravčan Donja Dubrava    | 12                                                        | 5                                                         | 7                                                         | 762                                                       | 804                                                       | 17                                                        |                   | 6                                      | 3                                      | 3                                      | 358                                    | 392                                    |
| 4. | Prelog                     | 12                                                        | 1                                                         | 11                                                        | 699                                                       | 859                                                       | 13                                                        |                   | 6                                      | 0                                      | 6                                      | 328                                    | 531                                    |
| |                            |                                                           |                                                           |                                                           |                                                           |                                                           |                                                           |                   |                                        |                                        |                                        |                                        |                                        |
| za 5. – 8. mjesto |                            |                                                           |                                                           |                                                           |                                                           |                                                           |                                                           |                   |                                        |                                        |                                        |                                        |                                        |
| 5. | Grafičar II Ludbreg        | 12                                                        | 8                                                         | 4                                                         | 938                                                       | 836                                                       | 20                                                        |                   | 6                                      | 4                                      | 2                                      | 482                                    | 422                                    |
| 6. | Lepoglava                  | 12                                                        | 8                                                         | 4                                                         | 883                                                       | 808                                                       | 16                                                        |                   | 6                                      | 3                                      | 3                                      | 413                                    | 412                                    |
| 7. | Donji Kraljevec            | 12                                                        | 6                                                         | 6                                                         | 923                                                       | 915                                                       | 18                                                        |                   | 6                                      | 3                                      | 3                                      | 483                                    | 459                                    |
| 8. | Kotoriba                   | 12                                                        | 2                                                         | 10                                                        | 801                                                       | 986                                                       | 14                                                        |                   | 6                                      | 2                                      | 4                                      | 415                                    | 500                                    |
| |                            |                                                           |                                                           |                                                           |                                                           |                                                           |                                                           |                   |                                        |                                        |                                        |                                        |                                        |
| Liga za 1. – 4. mjesto i 5. – 8. mjesto se igra dvokružno (6 kola), s prenesenim međusobnim rezultatima iz prvog dijela |                            |                                                           |                                                           |                                                           |                                                           |                                                           |                                                           |                   |                                        |                                        |                                        |                                        |                                        |

## C-1 Centar
Četvrti rang natjecanja
| mj  | klub               | ut | pob | por | koš+ | koš- | bod     |
| --- | ------------------ | -- | --- | --- | ---- | ---- | ------- |
| 1.  | Sesvete            | 28 | 25  | 3   | 2111 | 1696 | 52 (-1) |
| 2.  | Univers Zagreb     | 28 | 19  | 9   | 2081 | 2022 | 47      |
| 3.  | Duga Resa          | 28 | 19  | 9   | 1947 | 1804 | 47      |
| 4.  | Žora Karlovac      | 28 | 18  | 10  | 2208 | 2175 | 46      |
| 5.  | Sportvizija Zagreb | 28 | 17  | 11  | 2168 | 2044 | 45      |
| 6.  | Dugo Selo          | 28 | 15  | 13  | 1979 | 1873 | 43      |
| 7.  | Glina              | 28 | 14  | 14  | 1934 | 2022 | 42      |
| 8.  | Labrada Zagreb     | 28 | 14  | 13  | 1780 | 1688 | 41      |
| 9.  | Novska             | 28 | 13  | 15  | 1922 | 1918 | 41      |
| 10. | Zabok II           | 28 | 12  | 16  | 1971 | 1956 | 40      |
| 11. | Bosco II Zagreb    | 28 | 11  | 17  | 2145 | 2185 | 39      |
| 12. | Akademičar Zagreb  | 28 | 11  | 17  | 2218 | 2279 | 39      |
| 13. | Maksimir II Zagreb | 27 | 11  | 16  | 1904 | 1875 | 36 (-1) |
| 14. | Podsused II Zagreb | 28 | 6   | 22  | 1843 | 2277 | 34      |
| 15. | Sveti Petar Zagreb | 28 | 4   | 24  | 1837 | 2234 | 32      |

## Poveznice
- A-1 liga 2013./14.
- A-2 liga 2013./14.
- Kup Krešimira Ćosića 2013./14.